# Magdalene Thimme
Magdalene Louise Marie Charlotte Anna Thimme (* 3. November 1880 in Lohe, Landkreis Nienburg/Weser; † 12. Mai 1951 in Bremen) war eine deutsche Pädagogin, bekennende Christin und Pazifistin sowie aktive Gegnerin des Nationalsozialismus.

## Leben
Thimme war die drittjüngste Tochter von elf Geschwistern einer Pastorenfamilie. Ihr Vater Gottfried Wilhelm Thimme war Pastor, ebenso sein Großvater Carl Thimme. Ihre Mutter Emilie, gebürtig Münchmeyer, war Tochter eines Konsistorialrats. Sie wurde wie der Bruder Wilhelm von ihrem Vater unterrichtet und besuchte als Vierzehnjährige für ein Jahr eine öffentliche Mädchenschule. Ihr älterer Bruder Friedrich wurde Historiker und Publizist, der Bruder Ludwig war ebenfalls Theologe. Sie absolvierte ein Lehrerinnenseminar und gab ihr Wissen an die jüngeren Brüder weiter. Drei Jahre war sie dann Lehrerin. Seit 1905 studierte sie Theologie, Englisch und Deutsch an der Universität Göttingen.
Seit 1913 unterrichtete die religiöse Pädagogin am Oberlyzeum von August Kippenberg in Bremen. Auf hohem Niveau mit großer Ausstrahlungskraft und durch ihren mitreißenden Unterricht konnte sie als Lehrerin überzeugen. Vor allem der Unterricht in Deutsch und Religion diente nicht nur der Wissensvermittlung, sondern der Lebensorientierung. Viele Schülerinnen waren ihr schwärmerisch zugetan.
1934 wurde sie als erste Frau in den Bruderrat der sich bildenden Bekennenden Gemeinde Bremens gewählt; sie war damit die erste Frau, die in der bremischen Kirchengeschichte eine Leitungsfunktion übernahm.
Seit 1933 stand Thimme in einem ständigen Konflikt zum Nationalsozialismus. Schülerinnen berichteten, dass sie offen gegen die Judenverfolgung Stellung bezog. Trotz mehrfacher Abmahnung sprach sie im Unterricht offen ihre Meinung aus. Die Schwierigkeiten nahmen zu. Sie weigerte sich einer Unterorganisation der NSDAP beizutreten. Ihren Beamteneid, den sie nach dem Gesetz zur Wiederherstellung des Berufsbeamtentums 1934 abgelegt hatte, schränkte sie nachträglich in einer schriftlichen Erklärung gegenüber der Schulbehörde ein, indem sie den Gehorsam gegen Gottes Wort im Zweifelsfall über das Gebot der Obrigkeit stellte. Der Dienstherr nahm das zunächst hin, nicht jedoch die Gestapo. Sie wurde verhört und aufgefordert in die NS-Volkswohlfahrt (NSV) einzutreten. Sie lehnte dieses ab mit der Begründung, dass unheilbar Kranke und Nichtarier von der NSV nicht unterstützt würden. Der Regierende Bürgermeister betrieb daraufhin 1938 ihre Entlassung, da sie – „fremd dem nationalsozialistischen Geist“ – als „Erzieherin im Dritten Reich“ nicht geeignet sei.
Die Gemeindeleitung von Alt-Stephani-Süd – einer Gemeinde der Bekennenden Kirche – protestierte gegen die Zwangspensionierung mit der Feststellung, „dass ein christlicher Beamter aus dem Amt entfernt wird, weil er seinen Glauben ausspricht und nach ihm handeln will.“ In der Kirchengemeinde nahm Thimme nach ihrer Entlassung ihre Aktivität im Kirchenkampf auf. Sie gehörte dem Bruderrat an und leitete den Helferkreis.
Nachdem Pastor Gustav Greiffenhagen von der St. Stephanikirche in Bremen 1935 die Amtsausübung untersagt wurde, unterstützte sie und viele Gemeindemitglieder (u. a. Elisabeth Forck, Tusnelde Forck, Maria Schröder, Hedwig Baudert und Anna Dittrich) die schwierige Kirchenarbeit. Zusammen mit Greiffenhagen schrieb sie 1935 ein Referat über die Grundlagen der evangelischen Kirche, dass der Ersten Bremischen Bekenntnissynode zur Abstimmung vorgelegt wurde. Als im Zweiten Weltkrieg die Pastoren eingezogen waren, verwaltete Thimme auch das Pfarramt, erarbeitete Predigten, die am Sonntag verlesen wurden, und hielt Konfirmandenunterricht ab. Sie bewirkte, dass in der Gemeinde der Zusammenhalt im Krieg gewahrt blieb.
1941 wurde gegen sie wegen eines Briefes an den Regierenden Bürgermeister, in dem sie mit anderen Gemeindemitgliedern die Teilnahme von mehreren nichtarischen Gemeindemitgliedern am Gottesdienst rechtfertigte, ein Sicherungsgeld von 500 Mark verhängt.
Die überzeugte Pazifistin trat im und nach dem Krieg dafür ein, dass ein Christ keinen Kriegsdienst leisten dürfe. 1950 verfasste sie die Schrift Wort zum Frieden, in der sie gegen die Remilitarisierung Stellung bezog. Sie schrieb ein Werk zur Kirchengeschichte, welches erst nach ihrem Tod erschien.